# Гнилая (приток Збруча)
Гнилая (укр. Гнила) — река в Тернопольском и Чортковском районах Тернопольской области, Украина. Правый приток Збруча (бассейн Днестра).
Длина реки 58 км. Площадь водосборного бассейна 747 км². Уклон 1,7 м/км. Долина V-образная, в верховье трапециевидная, шириной 0,5-1,5 км. Пойма шириной до 350 м. Русло извилистое, шириной до 22 м. Вода реки используется на хозяйственные нужды.
Берёт начало около города Скалат. Течёт с северо-запада на юго-восток вдоль Медоборов. В верхнем течении носит название Гнилая Рудка. Впадает в Збручь юго-восточнее села Лычковцы.
Правые притоки — Гнилка, Черница, Тайна.
На реке расположены город Скалат и посёлок городского типа Гримайлов.